# Церква Пресвятої Тройці (Верхній Ясенів)
Церква Пресвятої Тройці (Верхній Ясенів) — діюча дерев'яна церква Верховинського деканату Коломийської єпархії Православної церкви України в с. Верхній Ясенів Івано-Франківської області, Україна, пам'ятка архітектури національного значення, датована 1882 роком.

## Історія
Церкву споруджено в 1882 році, освячено в 1900 році, або 1883 році. Розташована  у південній частині села біля кладовища, поруч з головною дорогою.  Первісно храм був перекритий гонтом, проте в 30-х роках ХХ століття її перекрили бляхою. Пізніше стіни над опасанням були покриті пластиковою вагонкою. Під час останніх ремонтів, які відбулися в  2000-х роках опасання, стіни над ним та дахи були перекриті карбованою бляхою.
Церква була діючою під час радянського правління та охоронялась як пам'ятка архітектури Української РСР (№ 1145). В 70-х роках  ХХ століття було здійснено розпис інтер'єру храму. Церкву використовує громада Православної Церкви України під керівництвом настоятеля митрофорного протоієрея Михайла Гергелюка.

## Архітектура
Структурно церква хрестоподібна в плані, побудована в гуцульському стилі з брусів, розташованих на кам'яному цоколі. Від квадратного великого центрального зрубу нави по боках розташовані маленькі бічні рамена, до східного з яких прибудований засклений ганок. Також ганок прибудований з південної сторони бабинця, а вівтарна частина має ризницю. Бокові зруби перекриті двоскатними дахами з маківками. Церква оточена опасанням, яке лежить на кінцях зрубів. Бабинець має хори, а в наві розташована проповідниця. Вершину зрубу нави вінчає шатроподібний купол, розташований на восьмисторонній основі.

## Дзвіниця
У період з 1917-1924 рр було побудовано дерев'яну двоярусну дзвіницю в якій встановлено три дзвони. Перший ярус дзвіниці зі зрубу, а другий каркасний. Обидва яруси чотиристінні. Дзвіниця має опасання на кінцях зрубів та шатровий верх.

## Див також
- Вознесенська церква (Ясіня);
- Церква Благовіщення Пречистої Діви Марії (Коломия);
- Церква Покрови Пресвятої Богородиці (Білоберізка);
- Церква Успіння Святої Анни (Бистрець)
- Церква чуда Святого Архистратига Михаїла (Дора).